# Harold Craxton
Thomas Harold Hunt Craxton, OBE (30 avril 1885 – Londres, 30 mars 1971) est un pianiste et compositeur britannique.

## Biographie
Craxton étudie le piano avec Tobias Matthay et se fait un nom dès le début de sa carrière d'accompagnateur avec des artistes tels que Dame Nellie Melba, Dame Clara Butt, Lionel Tertis et John McCormack.

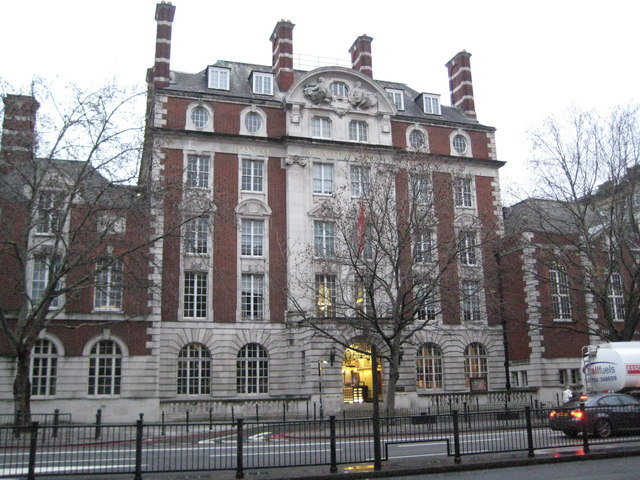
Royal Academy of Music à Londres

En 1919, il est professeur à l'Académie royale de musique, où il enseigne jusqu'en 1961, bien qu'il continue à enseigner de longue après. Parmi ses élèves, on trouve : Ronald Kinloch Anderson, Winifred Atwell, John Bingham, Joyce Howard Barrell, Howard Brown, Christine Croshaw, Elaine Hugh-Jones, Alexander Kelly, Denis Matthews, Un Owen et Alan Richardson.
Craxton est également compositeur. Son premier ouvrage publié est un recueil intitulé « Trois pièces pour piano » (1911). Certaines de ses mélodies ont été enregistrées par John McCormack et Lauritz Melchior. Il a également recueilli des compositions musicales, en association avec Alfred Edward Moffat.
Craxton et sa femme Essie, avaient une fille et cinq garçons, dont l'artiste John Craxton, la BBC Producteur de Télévision Antony Craxton et le hautboïste Janet Craxton.
Craxton est mort en 1971, âgé de 85 ans.